# Гребінниця звичайна
Гребінниця звичайна, гребінник звичайний (Cynosurus cristatus L.) — вид рослин родини тонконогові (Poaceae), поширений у Європі, Макаронезії, Туреччині, Південному Кавказі.

## Опис
Багаторічна рослина 20–75 см заввишки. Стебла прямостійні або висхідні, 1–3 вузлів. Листові піхви голі. Лігули 0.5–1.5 мм завдовжки, урізані. Листові пластини шорсткуваті, 2–15 см x 1–4 мм, поверхні голі або запушені.
Суцвіття (волоть) вузьке, колосовиде, майже лінійне, 3–7(14) см завдовжки, близько 0.5 см шириною. Нижня квіткова луска плодючих колосків з остюкуватим загостренням до 1 мм завдовжки. Пиляків 3; 2 мм завдовжки. Зернівки довгасті, 2 мм довжиною.

## Поширення
Поширена у Європі (уся крім Ісландії та Свальбарду), Макаронезії, Туреччині, Вірменії, Азербайджані, Грузії.
В Україні зростає на суходільних і низинних, заплавних і гірських луках, на лісових галявинах — в Поліссі, західних лісових районах і Карпатах, часто; в Лісостепу, пд. Криму, Кримському передгір'ї, рідко. Кормова.

## Галерея

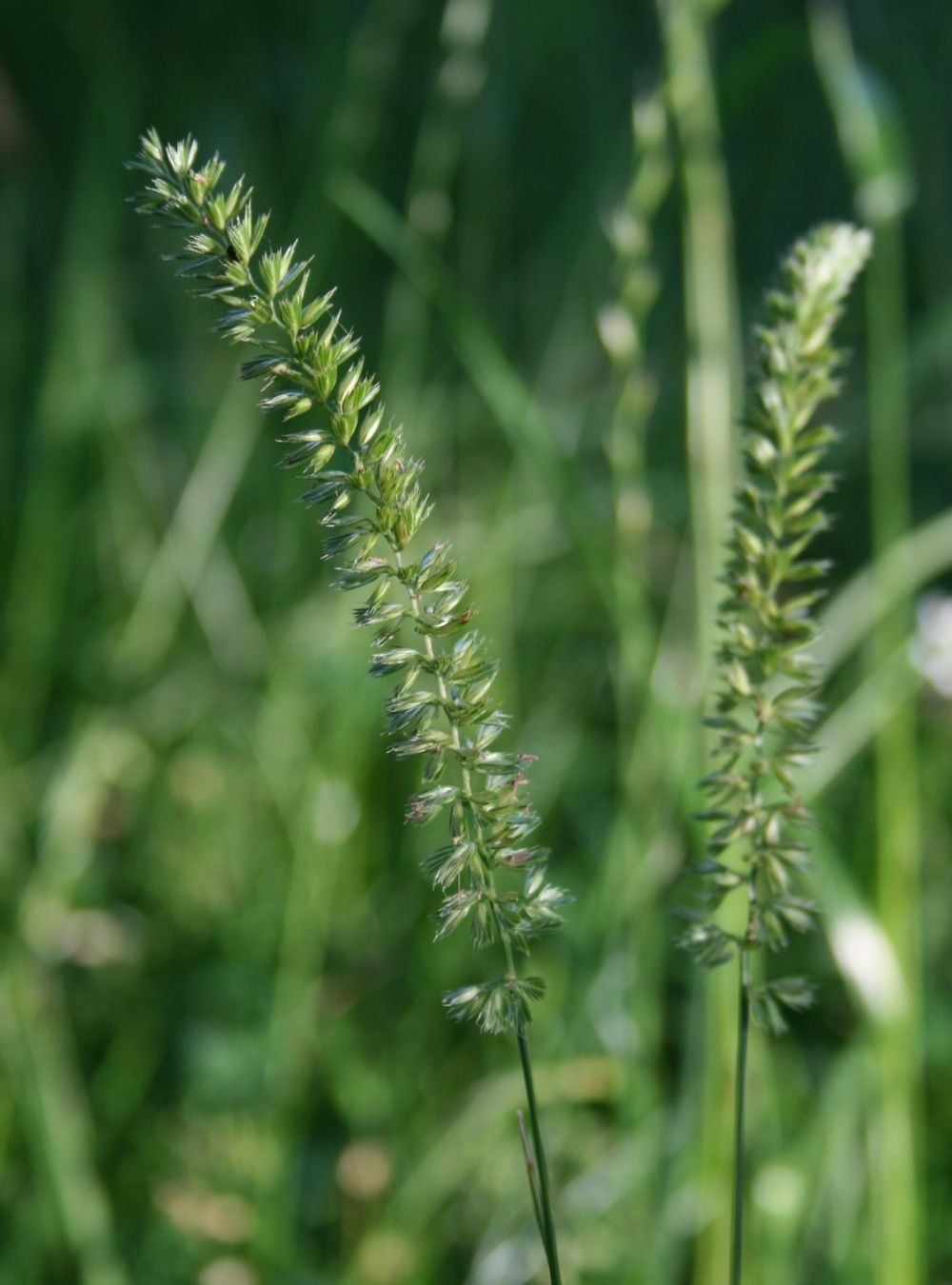
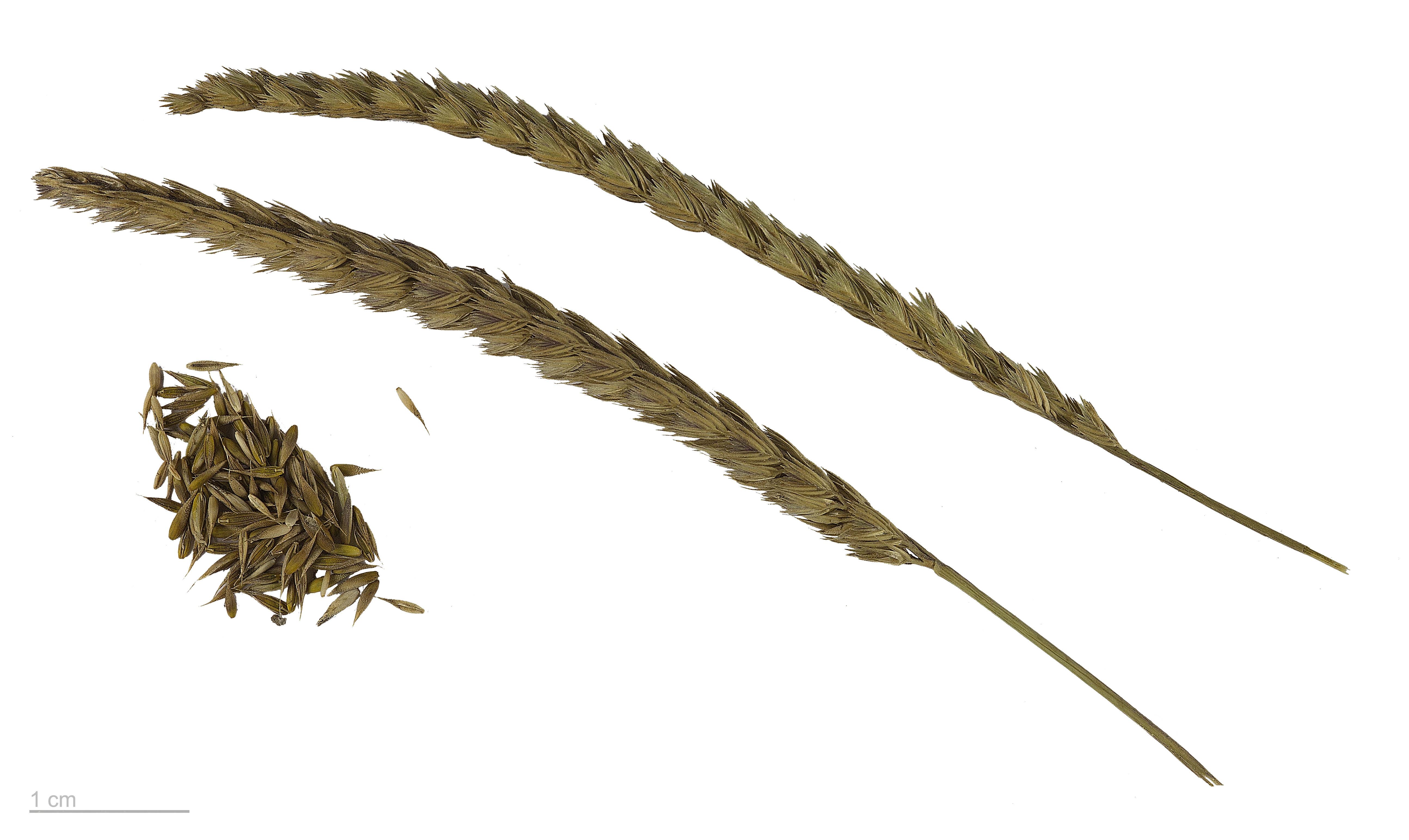
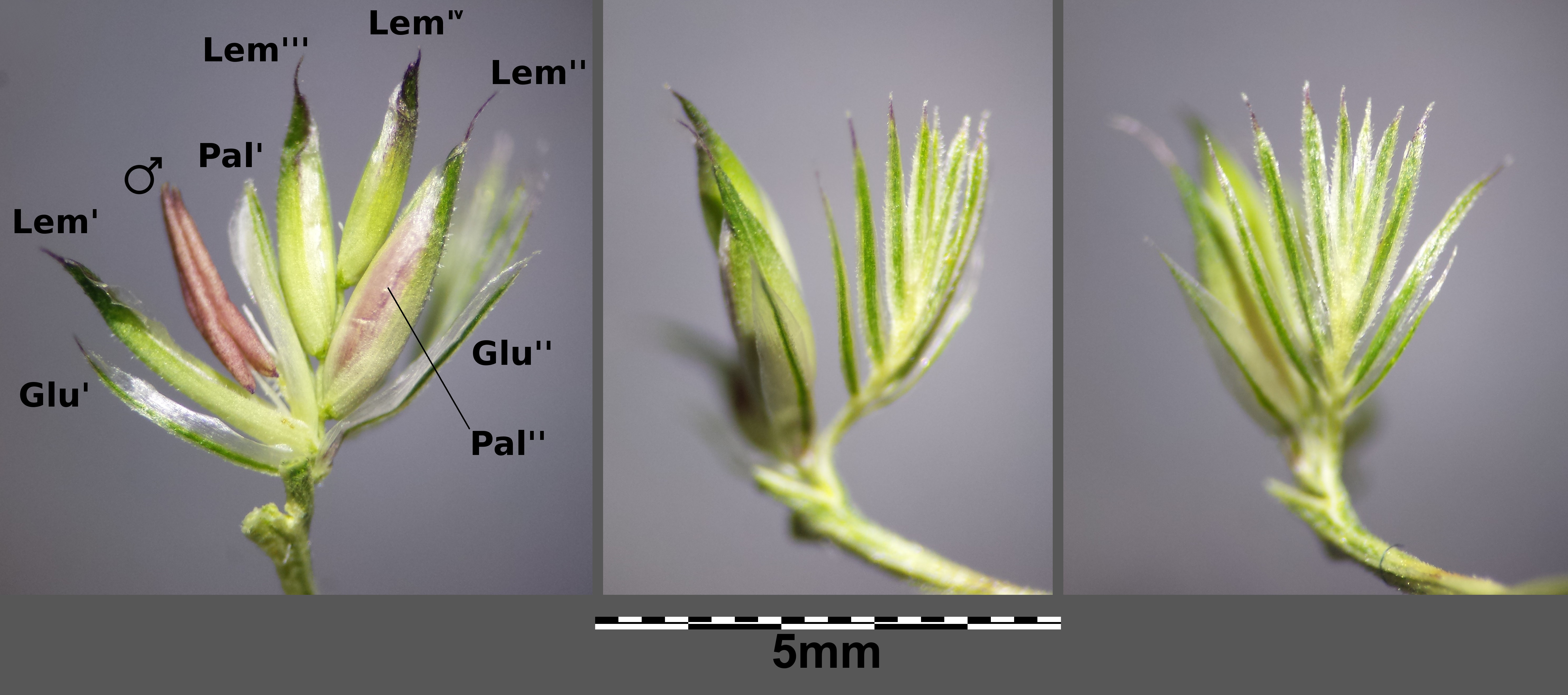
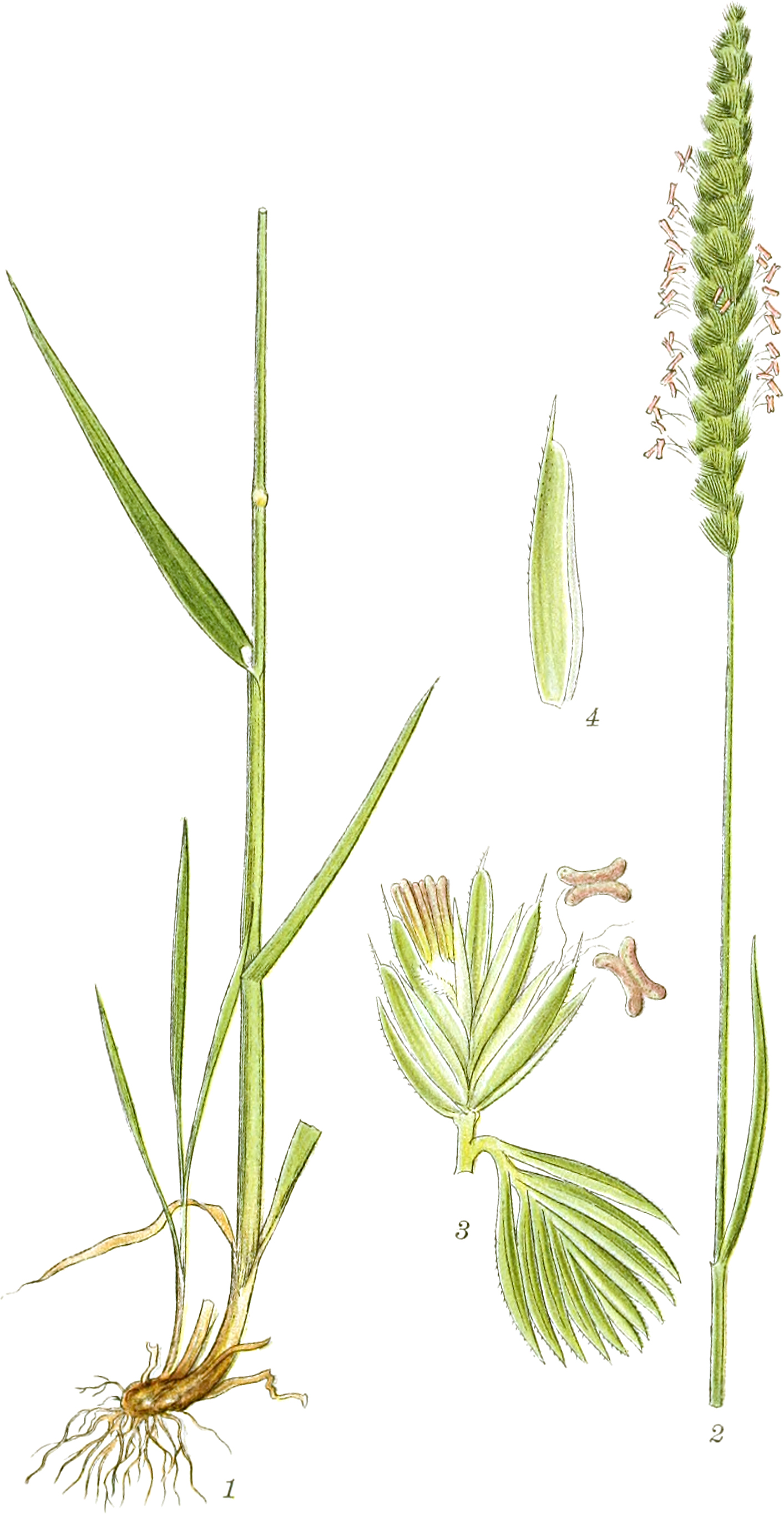